# Acerbi (famiglia)

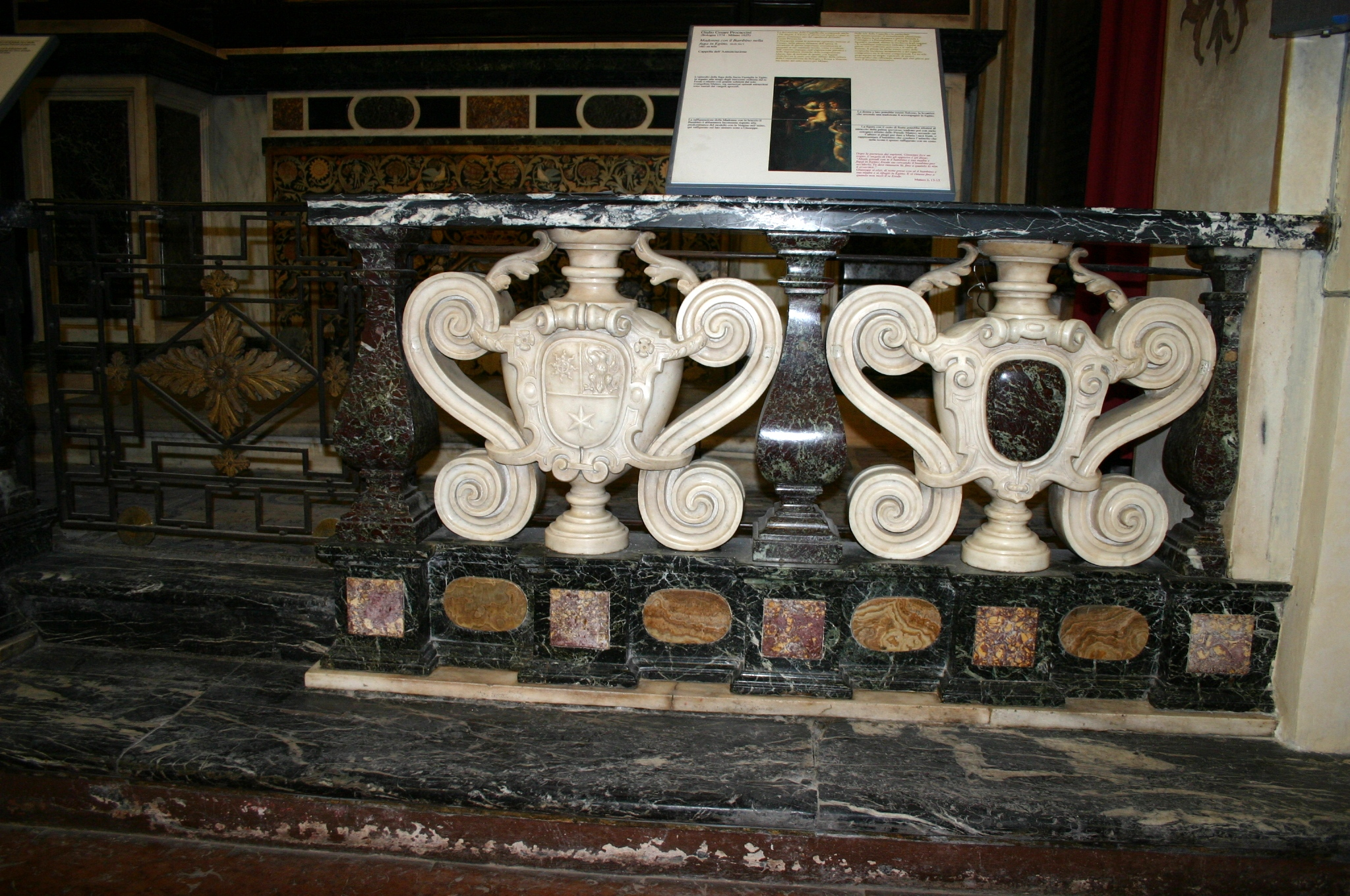
Stemma di Casa Acerbi su una balaustra nella chiesa di Sant'Antonio Abate a Milano

Il Casato degli Acerbi (o De Acerbi) è stato un'antica famiglia nobiliare di origine mantovana che si è particolarmente distinta nella storia risorgimentale e del Regno d'Italia.

## Storia

### Origini
La famiglia Acerbi è attestata in Italia settentrionale a partire dal XII secolo. Il cognome deriva dal nome personale latino Acerbus, già in uso in epoca altomedievale, che con il tempo si affermò come patronimico. Il significato originario, "aspro", "rigido" o "severo", fa supporre un impiego iniziale come soprannome legato a caratteristiche comportamentali.
Tra la fine del XII secolo e l'inizio del XIII secolo, il nome è documentato in atti pubblici e carte feudali nelle aree di Mantova, Ferrara, Brescia, Bergamo e nel Monferrato, a indicare una diffusione territoriale precoce e non necessariamente unitaria. A Mantova, in particolare, un nucleo patrizio è registrato nel quartiere di San Pietro, dove la famiglia risiedeva in un palazzo prospiciente Piazza Sordello, presso la futura Torre della Gabbia.
Nel corso del Trecento, esponenti del lignaggio sono attestati anche in Ferrara, Verona e nel Cremonese, dove ricoprivano incarichi notarili, curiali e amministrativi, o esercitavano attività di media nobiltà agraria.

### XV-XVI secolo
Nel Quattrocento e Cinquecento, la famiglia Acerbi vide una progressiva articolazione territoriale. A Castel Goffredo, nel 1430, Vivaldo Acerbi è menzionato come titolare di fondi agricoli e indicato con il titolo di Signore, segno di una già consolidata posizione nel contesto rurale dell'Alto Mantovano.
A Mantova, la famiglia mantenne ruoli municipali e religiosi, inserendosi in confraternite e istituzioni curiali. Nello stesso periodo, altre diramazioni si diffusero in Ferrara, Verona, Brescia, Milano e Venezia, dove membri del casato erano attivi come notai, medici, giureconsulti e funzionari civili.
A Milano, la presenza familiare è documentata fin dalla prima metà del secolo, in ambienti forensi e nella burocrazia locale. In questo contesto si rafforzarono progressivamente le basi patrimoniali e sociali che avrebbero portato, nel secolo successivo, alla concessione di titoli nobiliari.

### XVII secolo

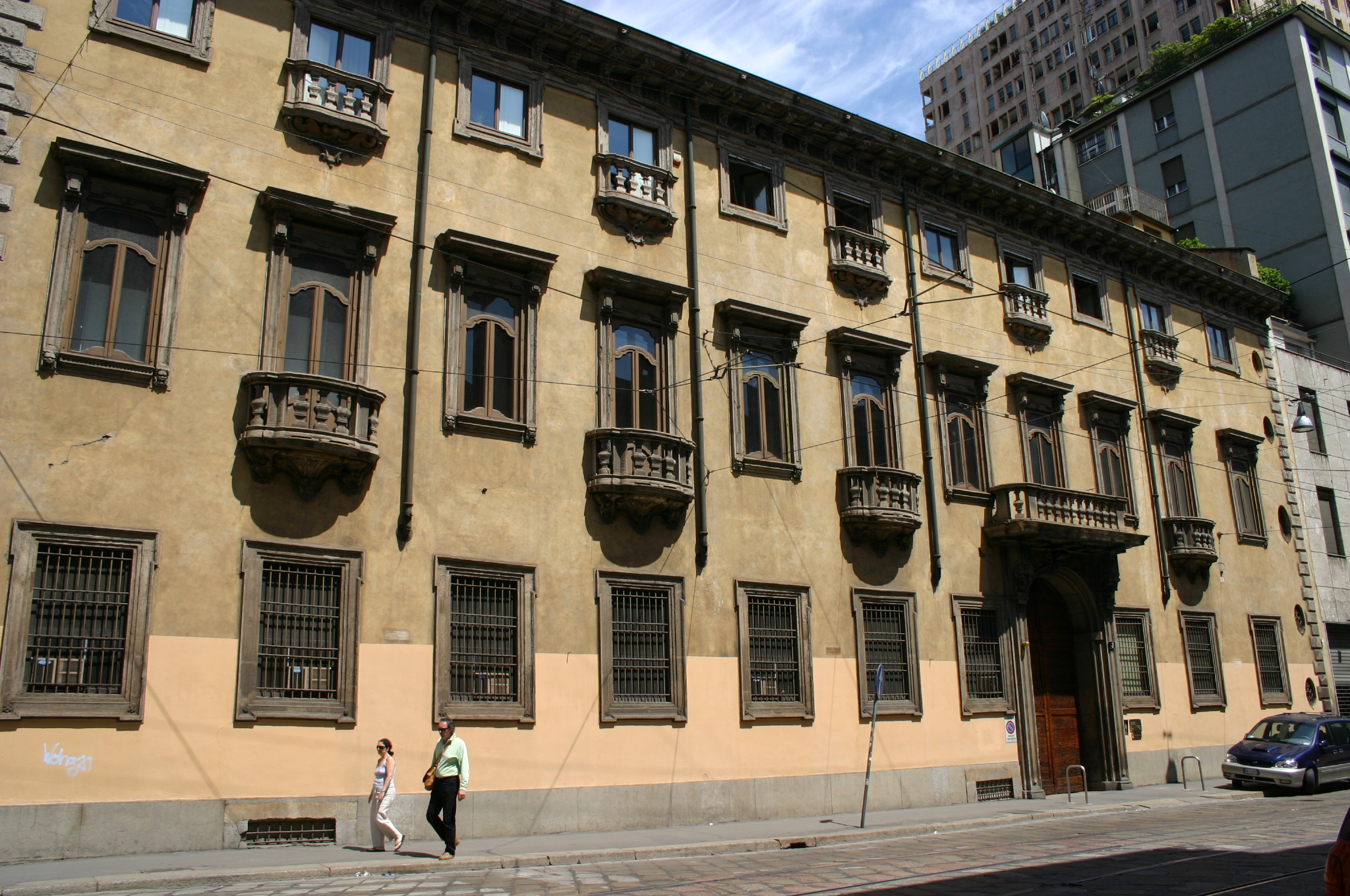
Il Palazzo Acerbi in Corso di Porta Romana a Milano, legato alla figura del marchese Ludovico Acerbi.

Nel corso del XVII secolo, Ludovico Acerbi, esponente della linea milanese, si affermò come figura di rilievo nella magistratura del Ducato di Milano, servendo come reggente della Gran Corte della Vicaria a Napoli (1595-1598), senatore, presidente del Magistrato Ordinario e membro del Consiglio segreto.
Nel 1618 fu investito del titolo di Marchese di Cisterna, con trasmissione ereditaria per primogenitura. Alla sua morte nel 1622, il titolo passò al nipote Giovanni Acerbi. Il feudo venne ceduto nel 1665 alla famiglia Dal Pozzo della Cisterna, che lo elevò a principato nel 1670.
Nel 1615 Ludovico aveva acquistato un palazzo in Corso di Porta Romana, che fece ricostruire in stile barocco. Sebbene fosse già deceduto durante la peste del 1630, leggende popolari lo associarono a festeggiamenti durante l'epidemia, dando origine alla figura del "Diavolo di Porta Romana".
La linea mantovana, nello stesso secolo, mantenne una rilevante presenza nel tessuto amministrativo ed ecclesiastico locale, come attestano le figure di Pasino II Acerbi, Domenico Acerbi e Vivaldo Acerbi.

### XVIII secolo

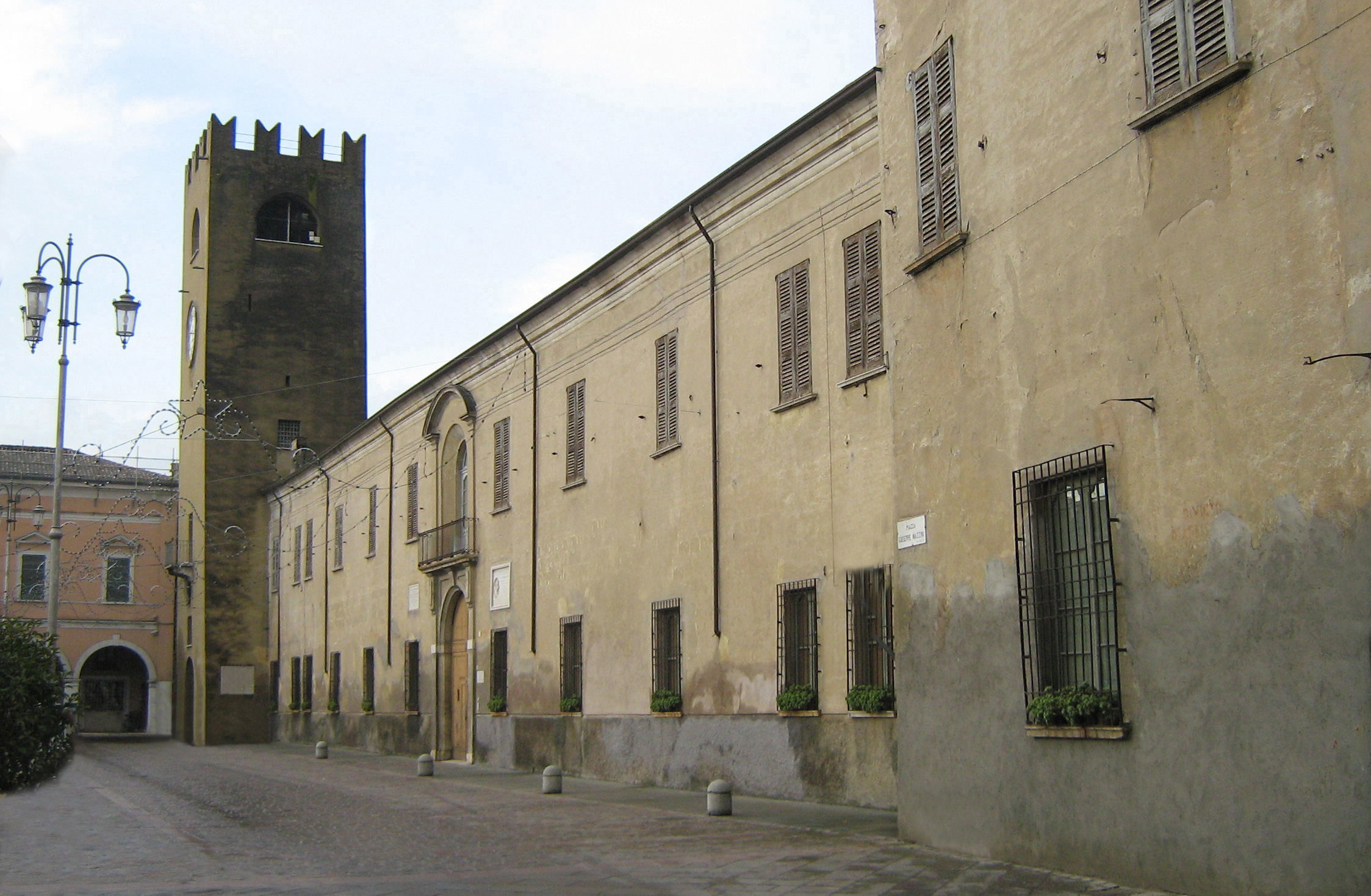
Il Palazzo Gonzaga-Acerbi di Castel Goffredo, acquistato nel 1776 da Giacomo Acerbi.

Nel XVIII secolo, la linea di Castel Goffredo rafforzò la propria posizione nella borghesia agraria e amministrativa. Giacomo Acerbi (1731-1811), colonnello e podestà, acquistò nel 1776 il Palazzo Gonzaga-Acerbi, già sede gonzaghesca, che trasformò nella dimora familiare.
Promosse lo sviluppo economico locale tramite la bachicoltura e la costruzione di una filanda e un filatoio, regolamentati dal governo austriaco. In questo stesso periodo, gli Acerbi mantenevano a Mantova il beneficio ecclesiastico di San Rocco nella chiesa di Santa Maria della Carità.

### XIX secolo

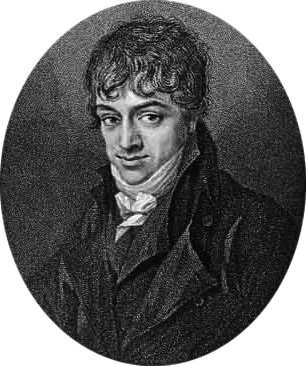
Giuseppe Acerbi

Giuseppe Acerbi, della linea di Castel Goffredo, compì nel 1799 un viaggio verso Capo Nord, narrato nell'opera "Travels through Sweden, Finland and Lapland" (Londra, 1802). Nel 1826 fu nominato console generale d'Austria in Egitto, promuovendo attività scientifiche e culturali in ambito etnografico e botanico.

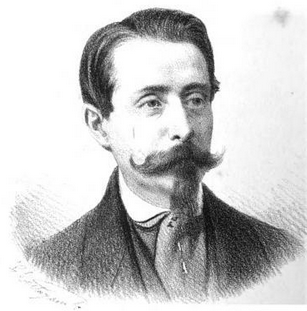
Giovanni Acerbi

Giovanni Acerbi (1825-1869), patriota garibaldino e deputato, appartenne alla stessa linea. Con lui militarono anche Antonio Acerbi (1820-1871) e Tommaso Acerbi (1827-1888), partecipanti alle campagne del 1848-1849.

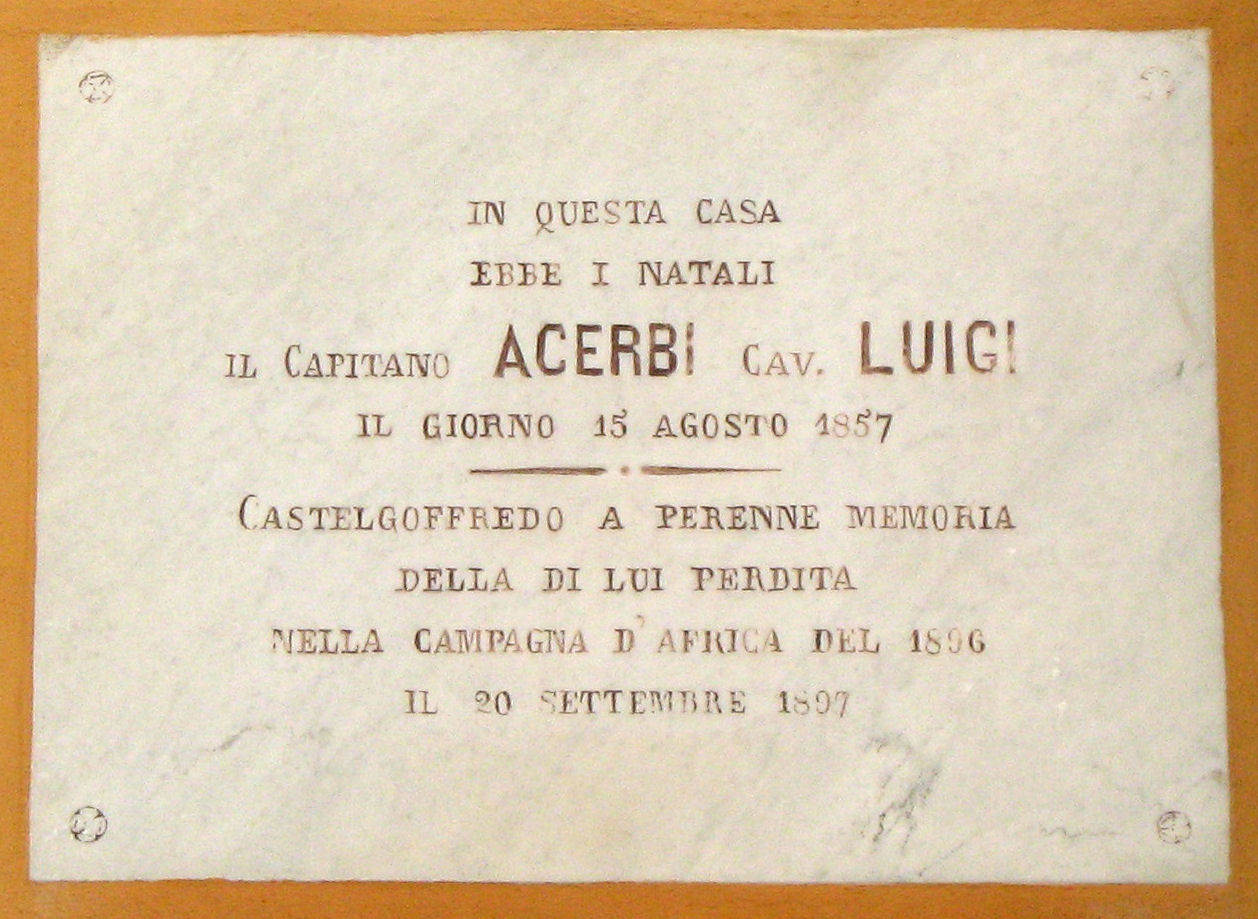
Castel Goffredo, lapide a Luigi Acerbi

Luigi Acerbi (1857-1896), figlio di Giovanni, cadde nella guerra di Abissinia ed è commemorato da una lapide a Castel Goffredo. Emilio Acerbi (1868-1952), della medesima linea, fu sindaco della città tra il 1905 e il 1907.

### Epoca recente ed estinzione
Nel XX secolo, la linea di Castel Goffredo si estinse nella discendenza maschile. Giovanni Acerbi (1923-2012), avvocato e ultimo discendente diretto, fu impegnato nella conservazione della memoria familiare e dell'archivio domestico. La sorella Renata Acerbi (n.1926) ne ha raccolto l'eredità simbolica e archivistica.
Nel 1993 è stato istituito il Premio letterario Giuseppe Acerbi, promosso dal Comune di Castel Goffredo e dedicato alla valorizzazione della cultura internazionale.
I fondi documentari della famiglia sono oggi conservati presso la Biblioteca Teresiana di Mantova e l'Archivio di Stato di Mantova, dove si trovano corrispondenze, pergamene e carte private soprattutto relative a Giuseppe Acerbi.

## Marchesi di Cisterna (1618-1665)
- Ludovico Acerbi (1618-1622), primo marchese di Cisterna, insignito del titolo per meriti amministrativi e giuridici;
- Giovanni Acerbi (1622-1665), nipote ed erede di Ludovico, cedette il feudo di Cisterna alla famiglia Dal Pozzo nel 1665.

## Personalità di rilievo
Fra i suoi componenti si distinsero:
- Pasino I Acerbi (XV secolo), membro del ramo mantovano, tra i primi esponenti noti.
- Giacomo Acerbi (XVI secolo), militare al servizio della nobiltà locale.
- Alessandro Acerbi (XVI secolo), sposò nel 1570 Ginevra Cavalcabò, nobile cremonese.[15]
- Pasino II Acerbi (XVII secolo), cappellano d’onore del duca Carlo I di Gonzaga-Nevers.[16]
- Domenico Acerbi (XVII secolo), nominato notaio da Isabella Clara d'Austria nel 1665.[17]
- Vivaldo Acerbi (XVIII secolo), luogotenente colonnello delle milizie di Castel Goffredo nel 1713.[18]
- Gianbatta Acerbi (XVIII secolo), possidente, beneficiario di privilegi da parte di Papa Clemente XIII.[19]
- Giacomo Acerbi (1731-1811), podestà di Castel Goffredo, colonnello delle milizie e imprenditore agricolo.[20]
- Giambattista Acerbi (XVIII secolo), membro della guardia d'onore di Napoleone Bonaparte.[21]
- Giuseppe Acerbi (1773-1846), esploratore, scrittore e console generale in Egitto. A lui è dedicato il Premio letterario Giuseppe Acerbi.
- Domenica Acerbi (XVIII secolo), sorella di Giuseppe, madre del filantropo Agostino Zanelli.[22]
- Francesco Acerbi (XVIII secolo), medico condotto e amministratore dell’Ospedale Vecchio (Castel Goffredo).[23]
- Giovanni Acerbi (1825-1869), patriota, garibaldino e deputato del Regno d'Italia.
- Antonio Acerbi (1820-1871) e Tommaso Acerbi (1827–1888), fratelli di Giovanni, parteciparono alle campagne del Risorgimento.
- Luigi Acerbi (1857-1896), capitano caduto nella guerra di Abissinia, decorato al valor militare.[24]
- Emilio Acerbi (1868-1952), sindaco di Castel Goffredo dal 1905 al 1907.
- Giovanni Acerbi (1923-2012), avvocato, ultimo discendente maschio diretto della linea.
- Renata Acerbi (nata 1926), figlia di Emilio, ultima rappresentante della famiglia.